# Конституционный суд Республики Корея
Конституционный суд Республики Корея (кор. 헌법재판소) — орган конституционного контроля Республики Корея (Южной Кореи), учреждённый в 1988 году Девятой поправкой к Конституции РК.

## История
Конституционный суд был создан в ходе демократических преобразований в Республике Корея после падения авторитарного режима Чон Ду Хвана, когда возникла так называемая Шестая республика. Формально система конституционного контроля существовала в стране и раньше, однако носила чисто декоративный характер. Новый Конституционный суд быстро завоевал доверие общества. Социологические опросы показывают, что он пользуется наибольшим доверием среди государственных органов.
Суд состоит из 9 судей, ротируется каждые 6 лет. На данный момент исполняет обязанности председателя Конституционного суда Кореи — Мун Хён Бэ.

## Статистика работы
Количество рассматриваемых дел росло каждый год — от 425 дел в 1989 году (через год после образования суда) до 1720 дел в 2010 году. На протяжении последних 20 лет из 21 тысяч поданных дел Суд рассмотрел примерно 20 тысяч, в результате признав оспариваемые законы неконституционными в 650 случаях. Действия властей Суд признал неконституционными примерно в 350 случаях.

## Процедура
В Корее имеется два типа конституционного иска: иск, подаваемый гражданами, чьи конституционные права нарушены исполнением или неисполнением властных полномочий (статья 68, раздел 1 Закона о Конституционном Суде); и другой, прямо подаваемый гражданином, запрашивающим конституционный контроль, в котором ему отказано судом общей юрисдикции (ст. 68, раздел 2). 
Второй тип иска свойствен только корейской системе. Этот второй тип конституционного иска имеет одно большое преимущество: граждане могут получить быструю компенсацию нарушения гражданских прав, поскольку вместо подачи конституционного иска против решения Верховного суда Конституционный суд рассматривает конституционность затрагиваемого закона в то время, когда в суде низшей инстанции всё ещё не закрыто соответствующее дело; и, после принятия решения, суд общей инстанции разрешает дело соответствующим образом. Число конституционных исков подобного типа за последние 10 лет выросло и составляет 40 % от всех дел по конституционным искам. По конституционным искам второго типа Суд объявляет оспариваемые законы неконституционными примерно в 7,3 % случаев, что гораздо выше показателей для первого типа исков (3,5 %).
При Суде имеется исследовательский институт, изучающий международный опыт.

## Здание

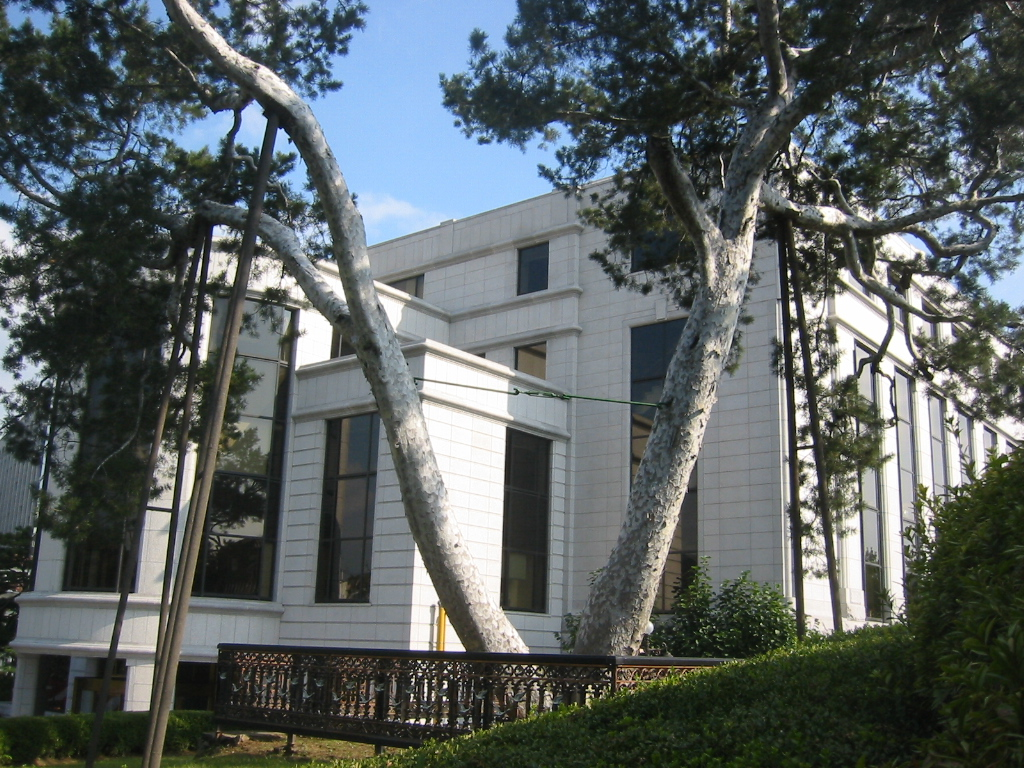
Декоративные сосны Бунге во дворе Конституционного суда в Сеуле

Нынешние здания Конституционного суда Кореи, расположенные в районе Чжэ-дон, округ Чонногу, Сеул, недалеко от станции Ангук 3-й линии сеульского метро. На территории расположены здание суда и пристройка. Пятиэтажное главное здание здания суда спроектировано в неоклассическом стиле, чтобы объединить корейские традиции с новыми технологиями. Оно было удостоено 1-го места 2-й Корейской архитектурной премии в октябре 1993 года, в год завершения строительства. На правой колонне главных ворот выгравировано 헌법재판소, что означает «Конституционный суд», в то время как на левой колонне ворот выгравировано 헌법재판소사무처, что означает «Департамент судебной администрации». Здание включает в себя зал суда, офис и совещательную комнату для судей, офис для судей-докладчиков, научных консультантов и конституционных исследователей, а также одно рабочее пространство для Департамента судебной администрации. Дополнительное трёхэтажное здание, построенное в апреле 2020 года, имеет цель улучшить связь с общественностью. Оно включает в себя юридическую библиотеку, постоянный выставочный зал для посетителей и ещё одно рабочее пространство для отдела. Суд обычно проводит открытые слушания или сессию для вынесения вердикта во 2-й и последний четверг месяца, и посетители с удостоверениями личности или паспортами могут присутствовать на сессии. Однако несопровождаемый тур по зданию ограничен в целях безопасности Суда.

## Полномочия
Пункт 1 статьи 111 Конституции Республики Корея определяет следующие дела, которые подлежат исключительному рассмотрению Конституционным судом:
- Конституционность закона по требованию судов;
- Импичмент;
- Роспуск политической партии;
- Споры о компетенции между государственными органами, между государственными органами и органами местного самоуправления, а также между органами местного самоуправления;
- Конституционные жалобы, предусмотренные Законом о Конституционном суде.

## Состав
| Фото | Имя судьи (род.)                                              | Назначен       | Рекомендован                                       | Образование                        | Вступил в должность (время в должности)  |
| ---- | ------------------------------------------------------------- | -------------- | -------------------------------------------------- | ---------------------------------- | ---------------------------------------- |
|      | Ким Сан Хван 26 января 1966 (59 лет) в Тэджоне (Председатель) | Ли Чжэ Мёном   | Назначен напрямую                                  | Сеульский национальный университет | 23 июля 2025 (17 дней)                   |
|      | Ким Хён Ду 17 октября 1965 (59 лет) в Чонджу                  | Юн Сок Ёлем    | Председателем Верховного суда (Ким Мён Су)         | Сеульский национальный университет | 31 марта 2023 (2 года 4 месяца 9 дней)   |
|      | Чон Чон Ми 24 мая 1969 (56 лет) в Сеуле                       | Юн Сок Ёлем    | Председателем Верховного суда (Ким Мён Су)         | Сеульский национальный университет | 17 апреля 2023 (2 года 3 месяца 23 дня)  |
|      | Чон Хён Сик 2 сентября 1961 (63 года) в Сеуле                 | Юн Сок Ёлем    | Назначен напрямую                                  | Сеульский национальный университет | 18 декабря 2023 (1 год 7 месяцев 22 дня) |
|      | Ким Бок Хён 5 мая 1968 (57 лет) в Кодже                       | Юн Сок Ёлем    | Председателем Верховного суда (Чо Хи Дэ)           | Сеульский национальный университет | 23 сентября 2024 (10 месяцев 17 дней)    |
|      | Чо Хан Чан 14 мая 1965 (60 лет) в Сувоне                      | Чхве Сан Моком | Национальным собранием («Силой народа»)            | Сеульский национальный университет | 31 декабря 2024 (7 месяцев 9 дней)       |
|      | Чон Ге Сон 2 августа 1969 (56 лет) в Янъяне                   | Чхве Сан Моком | Национальным собранием («Демократической партией») | Сеульский национальный университет | 31 декабря 2024 (7 месяцев 9 дней)       |
|      | Ма Ын Хёк 27 сентября 1963 (61 год) в Косоне                  | Хан Док Су     | Национальным собранием («Демократической партией») | Сеульский национальный университет | 9 апреля 2025 (4 месяца)                 |
|      | О Ён Джун 26 ноября 1969 (55 лет) в Тэджоне                   | Ли Чжэ Мёном   | Назначен напрямую                                  | Сеульский национальный университет | 23 июля 2025 (17 дней)                   |

### Судья
Статья 111 Конституции Республики Корея определяет размер Конституционного суда и порядок выдвижения и назначения судей. Суд состоит из девяти судей, каждый из которых официально назначается президентом страны. Однако пункт 3 статьи 111 конституции делит полномочия по выдвижению кандидатов на равные трети между президентом, Национальным собранием и главным судьёй Верховного суда. Таким образом, президент выдвигает и назначает трёх из девяти судей, в то время как остальные шесть судей назначаются президентом из кандидатов, выбранных парламентом и главным судьёй Верховного суда.
Для назначения на должность судьи Конституционного суда, согласно пункту 1 статьи 5 Закона о Конституционном суде, лицо должно быть не моложе 40 лет, иметь квалификацию адвоката и более 15 лет опыта работы в юридической практике или юридической академии.
Хотя точная внутренняя процедура выдвижения судей Конституционного суда не определена, выдвижение трёх судей от Национального собрания обычно определяется путём политических переговоров между правящей и первой оппозиционной партиями. Если у второй оппозиционной партии недостаточно мест в Собрании для формального участия, правящая партия выдвигает одного судью, а первая оппозиционная партия выдвигает другого. Оставшаяся кандидатура обычно определяется путём переговоров или выборов. Когда же вторая оппозиционная партия имеет более весомое представительство в Собрании, она выдвигает третьего судью.
В частности, пункт 2 статьи 6 Закона о Конституционном суде требует проведения слушаний по утверждению в Национальном собрании по всем девяти судьям Конституционного суда перед их назначением или выдвижением кандидатуры. Однако слушание по утверждению считается формальностью, поскольку формулировка соответствующей статьи Закона не требует получения кандидатом одобрения парламента. Таким образом, Национальное собрание не может блокировать выдвижение кандидатур или назначение, однако способно откладывать назначение слушаний.

### Председатель Конституционного суда
Пункт 4 статьи 111 Конституции Республики Корея, уполномочивает президента Республики Корея назначать председателя Конституционного суда из числа девяти судей Конституционного суда при условии одобрения Национального собрания. Согласно статье 12, пункту 3 Закона о Конституционном суде, председатель суда представляет суд и контролирует администрацию суда. Кроме того, статья 16, пункт 1, гласит, что председатель суда возглавляет Совет судей Конституционного суда.

### Споры о полномочиях на назначение судей
Президент Республики Корея назначает трёх судей напрямую, трёх — по рекомендации председателя Верховного суда и ещё трёх — по рекомендации Национального собрания. 14 декабря 2024 года Национальное собрание объявило импичмент президенту страны Юн Сок Ёлю. Окончательное решение по этому вопросу оставалось за Конституционным судом. Однако ситуация была осложнена тем, что в Суде работало только шесть судей из девяти, а ещё три вакансии, кандидатов на которые должно было предложить Национальное собрание, оставались незаполненными после выхода на пенсию бывших судей в октябре 2024 года. Согласно статье закона «О Конституционном суде», дело может быть рассмотрено в составе не менее семи судей. При этом председатель Корейской комиссии по коммуникациям Ли Джин Сук, которая была подвергнута импичменту парламентом в сентябре, подала ходатайство о судебном запрете на приостановление действия этого пункта, чтобы суд мог продолжить рассмотрение её дела об импичменте. Суд удовлетворил судебный запрет, временно приостановив действие пункта и разрешив пересмотр как её дела, так и других.
Оппозиционная «Демократическая партия» рекомендовала двух кандидатов на пост судьи, в то время как правящая «Сила народа» предложила ещё одного. Поскольку Юн Сок Ёль был отстранён от должности, то исполняющему обязанности президента Хан Док Су предстояло назначить новых судей. «Демократическая партия» заявила, что исполняющий обязанности президента Хан может заполнить вакансии в Конституционном суде, назначив предложенных Национальным собранием судей. Однако «Сила народа» внезапно сменила свою позицию. Исполняющий обязанности председателя и лидер парламентской фракции «Силы народа» Квон Сон Дон заявил, что исполняющий обязанности президента имеет право назначить судью в случае отстранения президента от должности, но не в случае Юна, «чьи обязанности приостановлены». По мнению временного лидера партии, исполняющий обязанности президента не может назначить судью Конституционного суда, пока этим же судом не будет удовлетворено ходатайство об импичменте. Лидер парламентской фракции «Демократической партии» Пак Чан Дэ в ответ назвал аргумент Квона «абсурдным заявлением» и добавил: «Согласно Конституции, президент назначает трёх судей, кандидатуры которых рекомендует Национальное собрание», подчеркнув, что назначение президента является формальным процедурным обязательством.
26 декабря Национальное собрание проголосовало за назначение трёх кандидатов на пост судей Конституционного суда. Законопроект был принят парламентом 193 голосами против 0 за Ма Ын Хёка (выдвинут «Демократической партией»), 193 голосами против 1 за Чон Ге Сон (выдвинута «Демократической партией») и 185 голосами против 6 за Чо Хан Чана (выдвинут «Силой народа»). «Сила народа», за исключением депутатов Ким Сан Ука, Ким Йе Джи и Хан Зи А, бойкотировала голосование. Однако вскоре исполняющий обязанности президента Хан заявил, что не будет утверждать судей до тех пор, пока соперничающие партии не придут к соглашению о том, имеет ли он полномочия делать это до вынесения решения об импичменте президенту Юн Сок Ёлю. 27 декабря Хан Док Су был подвергнут импичменту за отказ назначать судей. Новым исполняющим обязанности президента стал вице-премьер Чхве Сан Мок, который 31 декабря утвердил в качестве судей Конституционного суда Чон Ге Сон, выдвинутую «Демократической партией», и Чо Хан Чана, рекомендованного «Силой народа». При этом он отложил назначение Ма Ын Хёка, также выдвинутого «Демократической партией», до тех пор, пока соперничающие партии не придут к компромиссу.
24 января 2025 года стало известно, что 3 февраля Конституционный суд по иску спикера Национального собрания У Вон Сика определит, является ли решение исполняющего обязанности президента Чхве Сан Мока отложить назначение судьи Ма конституционным. Однако 3 февраля Конституционный суд отложил вынесение решения о конституционности неназначения девятого судьи из-за возобновления устных прений 10 февраля по ходатайству временного президента Чхве Сан Мока. 27 февраля Конституционный суд постановил, что решение исполняющего обязанности президента Чхве Сан Мока отложить назначение судьи Ма Ын Хёка является неконституционным и нарушает права Национального собрания. 24 марта 2025 года Конституционный суд отклонил импичмент Хан Док Су, восстановив его в должностях. 
4 апреля Конституционный суд единогласным решением поддержал импичмент Юна, отстранив его от должности, после чего исполняющий обязанности президента Хан Док Су 8 апреля назначил Ма Ын Хёка судьёй Конституционного суда. При этом он за 10 дней до выхода на пенсию судей Мун Хён Бэ и Ли Ми Сон также выдвинул кандидатуры министра государственного законодательства Ли Ван Гю и судьи Высокого суда Сеула Хам Сан Хуна в качестве их преемников. Однако эти две вакансии заполняются президентом напрямую без рекомендаций из-за чего Хан Док Су столкнулся с резкой критикой со стороны «Демократической партии» и правовых экспертов, которые утверждали, что премьер-министр, исполняющий обязанности президента, не имеет полномочий единолично назначать судей Конституционного суда, так как полномочия на это имеет только действующий президент страны. Кроме того, возникли разногласия из-за квалификации Ли Ван Гю, который был близким доверенным лицом бывшего президента Юн Сок Ёля и находится под следствием как Управления по расследованию коррупции среди высокопоставленных должностных лиц, так и полиции. Общественные организации подали жалобу в полицию на исполняющего обязанности президента, обвинив его в злоупотреблении властью, а Национальное собрание приступило к принятию поправки к Закону о Конституционном суде с целью чётко зафиксировать, что исполняющий обязанности президента может назначить только трёх судей, выбранных Национальным собранием, и трёх, рекомендованных главным судьей Верховного суда, но не трёх, назначаемых президентом напрямую. В Конституционный суд также были поданы конституционная петиция и ходатайство о вынесении судебного запрета, приостанавливающего действие назначений. 16 апреля Конституционный суд единогласно принял постановление о приостановлении назначений Хана до тех пор, пока суд не вынесет решение по ходатайству, которое определит, имеет ли исполняющий обязанности президента право назначать судей Конституционного суда.